# (15272) 1991 GH
1991 جي إتش (ويعرف أيضًا باسم (15272) 1991 جي إتش وفق تسمية الكوكب الصغير) (بالإنجليزية: 1991 GH)‏ هو كويكب ضمن حزام الكويكبات؛ وترتيبه 15272 من حيث الاكتشاف.
اكتُشف هذا الجُرم الفلكي بواسطة Atsushi Sugie ‏ في 3 أبريل 1991.

## وصلات خارجية
- (15272) 1991 GH في قاعدة بيانات مختبر الدفع النفاث لأجرام النظام الشمسي الصغيرة

- الاكتشاف · مخطط المدار ·  العناصر المدارية · المعلمات المادية

- (15272) 1991 GH على موقع ويكي سكاي: DSS2, SDSS, GALEX, IRAS, Hydrogen α, X-Ray, Astrophoto, Sky Map, Articles and images